# Igor Lukașin
Igor Lukașin (n. 7 august 1979, Penza, RSFS Rusă, URSS) este un săritor în apă ce a reprezentat Rusia, medaliat olimpic. A participat la o ediție a Jocurilor Olimpice (2000) în care a câștigat o medalie de aur.

## Participări
Lista de mai jos prezintă principalele competiții la care a participat Igor Lukașin de-a lungul carierei.
- diving at the 2000 Summer Olympics – men's synchronized 10 metre platform[*]